# Varzob
Varzob, Dušanbedarja nebo Dušanbinka (rusky Варзоб, Душанбедарья nebo Душанбинка, tádžicky Варзоб) je řeka v Tádžikistánu (Centrálně spravované okresy). Je 71 km dlouhá. Povodí má rozlohu 1740 km².

## Průběh toku
Vzniká soutokem řek Ziddy a Majchur, které stékají z jižních svahů Hissarského hřbetu. Ústí zprava do Kafirniganu.

## Vodní režim
Zdrojem vody jsou ledovce a sníh. Průměrný průtok vody činí 53,5 m³/s.

## Využití
Na dolním toku v Gissarské dolině se hojně využívá na zavlažování. Na řece leží město Dušanbe a kaskáda vodních elektráren.